# IC 3127
IC 3127 — галактика типу Sbc (компактна витягнута спіральна галактика) у сузір'ї Діва.
Цей об'єкт міститься в оригінальній редакції індексного каталогу.